# Договір щодо поділу Франції (1791)
Договір щодо по́ділу Фра́нції або по́діли францу́зької терито́рії — підписаний договір між Австрією, Росією, Іспанією і Пруссією про поділ французьких територій, укладений у Павії в липні 1791 року. Деякі реакційні історики XIX століття заперечують його існування.
Після Французької революції європейські монархічні країни відчули загрозу устроям своїх держав. Хоч документ і піддається сумнівамами реакційним історикам XIX століття, але на думку російського дипломата Юрія Ключникова:
| За духом і змістом цей документ цілком відповідає задумам ворогів революційної Франції. |
За ворогів він сприймав країни які у той час перебували у монархічній формі правління. Де Франція та ідеї революції яка відбулась на її території, сприймалась як загроза монархії у цілому.

## Основні умови договору
- Австрійська імперія поверне назад все, що Людовик XIV завоював в Австрійських Нідерландах і, приєднавши ці провінції до вказаних Нідерландів будуть нести у майбутньому найменування Австразії.
- За австрійським імператором буде збережено назавжди у власності володіння Баварією;
- Ерцгерцогиня Марія-Христина буде спільно з її племінником ерцгерцогом Карлом введена у спадкове володіння герцогством Лотаринзьким.
- Ельзас буде повернутий імперії;
- У випадку погодження швейцарських кантонів та їх приєднання до коаліції, то їм може бути запропоновано долучити до своїх земель герцогство Порантрюї, проходи у Франш-Конте і навіть проходи в Тіролі із сусідніми володіннями, так само як територію Версуа, яка розділяє околицю Во.
- У випадку приєднання короля сардинського приєднатися до коаліції, то Бресса, Бузі та Ре, які забрані свого часу французами у Савойї, будуть йому повернуті;
- У разі активного сприйняття сардинського короля, то йому було б дозволено забрати Дофіне у вічне володіння, як найближчого нащадка колишніх дофінів.
- Король іспанський отримає Русильон і Беарн із островом Корсикой, й він заволодіє французької частиною Сан-Домінго.
- Імператриця Російської імперії вторгнеться у Польщу та одночасно вона утримає Кам'янець з тією частиною Поділля, яка прилягає до Молдавії.
- Австрійський імператор спонукатиме Порту поступитися Хотимом, так само як і малими фортецями Сербії і фортеці, розташовані на річці Лурне.
- Король прусський, під час вторгнення Російської імперії в Польщу, набуває Торн і Данциг і набуває Люзацію, яка буде уступлена йому саксонським курфюрстом;
- Курфюрст саксонський отримає в обмін залишок Польщі та забере цей трон як спадкового государя;
- Король Польщі Станіслав Понятовський відмовиться від престолу, отримавши значну пенсію;
- Курфюрст саксонський видасть свою дочку заміж за молодшого сина Павла Петровича, який зробиться батьком династії спадкових королів Польщі та Литви.